# Neckera nelloi
Neckera nelloi är en bladmossart som beskrevs av Brotherus och Ezio Tongiorgi 1939. Neckera nelloi ingår i släktet fjädermossor, och familjen Neckeraceae. Inga underarter finns listade i Catalogue of Life.